# Maranthes sanagensis
Maranthes sanagensis är en tvåhjärtbladig växtart som beskrevs av Frank White. Maranthes sanagensis ingår i släktet Maranthes och familjen Chrysobalanaceae. Inga underarter finns listade i Catalogue of Life.